# Anastase Murekezi
Anastase Murekezi (nascut el 15 de juny de 1952) és un polític ruandès, membre del Partit Socialdemòcrata, que va ocupar el càrrec de primer ministre de Ruanda des del 24 de juliol de 2014 al 30 d'agost de 2017.

En anteriors governs va ser ministre de Treball, Agricultura, Funció Pública i secretari d'Estat d'Indústria, en el qual fou succeït per Judith Uwizeye. En 2010 va abandonar el govern després de les denúncies de l'oposició per possibles contractacions il·legals en el seu ministeri. La recerca va descartar qualsevol responsabilitat de Murezeki. Abans del seu nomenament com a cap de govern va haver de disculpar-se públicament per una carta que va escriure en 1973 defensant la reducció de la presència de tutsis en l'administració i l'educació. El juliol de 2014 el president Paul Kagame va anunciar la destitució del govern liderat per Pierre Habumuremyi i el nomenament de Murekezi, sense donar cap explicació dels motius de la seva decisió.
Anastase Murekezi també és membre del Consell de Lideratge de Compact2025, una associació que desenvolupa i divulga assessorament basat en l'evidència als polítics i altres responsables de la decisió per acabar amb la fam i la desnutrició en els propers 10 anys.